# Oktober

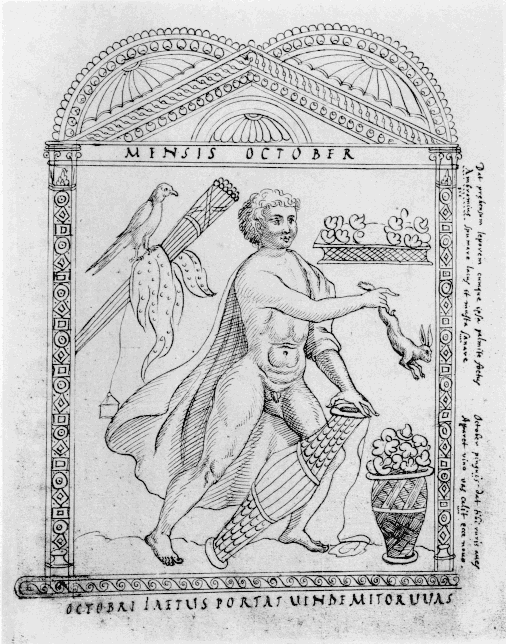
Der Monat Oktober im Chronograph von 354 des spätantiken Kalligraphen Filocalus

Der Oktober ist der zehnte Monat des Jahres im gregorianischen Kalender. Er hat 31 Tage. Im Mittelalter galt der Oktober als heiliger Monat, in dem man bevorzugt heiratete; auch Könige heiraten meistens im Oktober. In den Ländern, in denen im Oktober die Zeit von Sommerzeit auf Normalzeit umgestellt wird, ist der Oktober der längste Monat des Jahres. Der Oktober beginnt außer in Schaltjahren mit demselben Wochentag wie der Januar.

## Der Name
Die Römer nannten ihren achten Monat des Jahres mensis october (von lateinisch octo „acht“). Im Jahr 153 v. Chr. wurde der Jahresbeginn allerdings um zwei Monate vorverlegt, so dass die Namens- und Zählbeziehung entfiel. Dies wird manchmal bei der Übertragung früher verwendeter lateinischer Datumsangaben („10ber“ & „8ber“) übersehen. Zur Regierungszeit Kaiser Tiberius schlug der Senat vor, den Oktober nach seiner Mutter Livia Drusilla in Livius umzubenennen, dies lehnte der Kaiser allerdings ab, um nicht eine Gleichrangigkeit mit seiner Mutter akzeptieren zu müssen. Zur Regierungszeit Kaiser Domitian wurde der Monat dann in Domitianus umbenannt, das sich aber im Gegensatz zu Juli und August nicht durchsetzte. Zum Beginn der Regierungszeit des Antoninus Pius schlug der Senat wiederum vor, den Oktober nach dem Namen seiner Frau Annia Galeria Faustina in Faustinus umzubenennen, der Kaiser lehnte allerdings ab. Unter Kaiser Commodus hieß der Monat dann Hercule(u)s, nach dem griechischen Halbgott Herakles, auch diese Umbenennung wurde nach dem Tod des Kaisers wieder rückgängig gemacht.
Andere urdeutsche Namen sind Weinmonat – dieser Name soll bereits von Karl dem Großen im 8. Jahrhundert eingeführt worden sein und weist auf den Beginn der Weinlese und der weiteren Weinverarbeitung hin – oder der altdeutsche Name Gilbhart, der sich aus gilb für die Gelbfärbung des Laubes und hart für viel zusammensetzt. Auch den Namen Laubrost, benannt nach dem wie Rost bzw. Eisen(III)-oxid herunterfallenden Herbstlaub, gab es. Allgemein wird er wegen des Beginns der Verfärbung der Laubblätter häufig als Goldener Oktober bezeichnet. In der Jägersprache wird der Oktober auch Dachsmond genannt.

## Besondere Feiertage und Feste im deutschsprachigen Raum
Feiertage

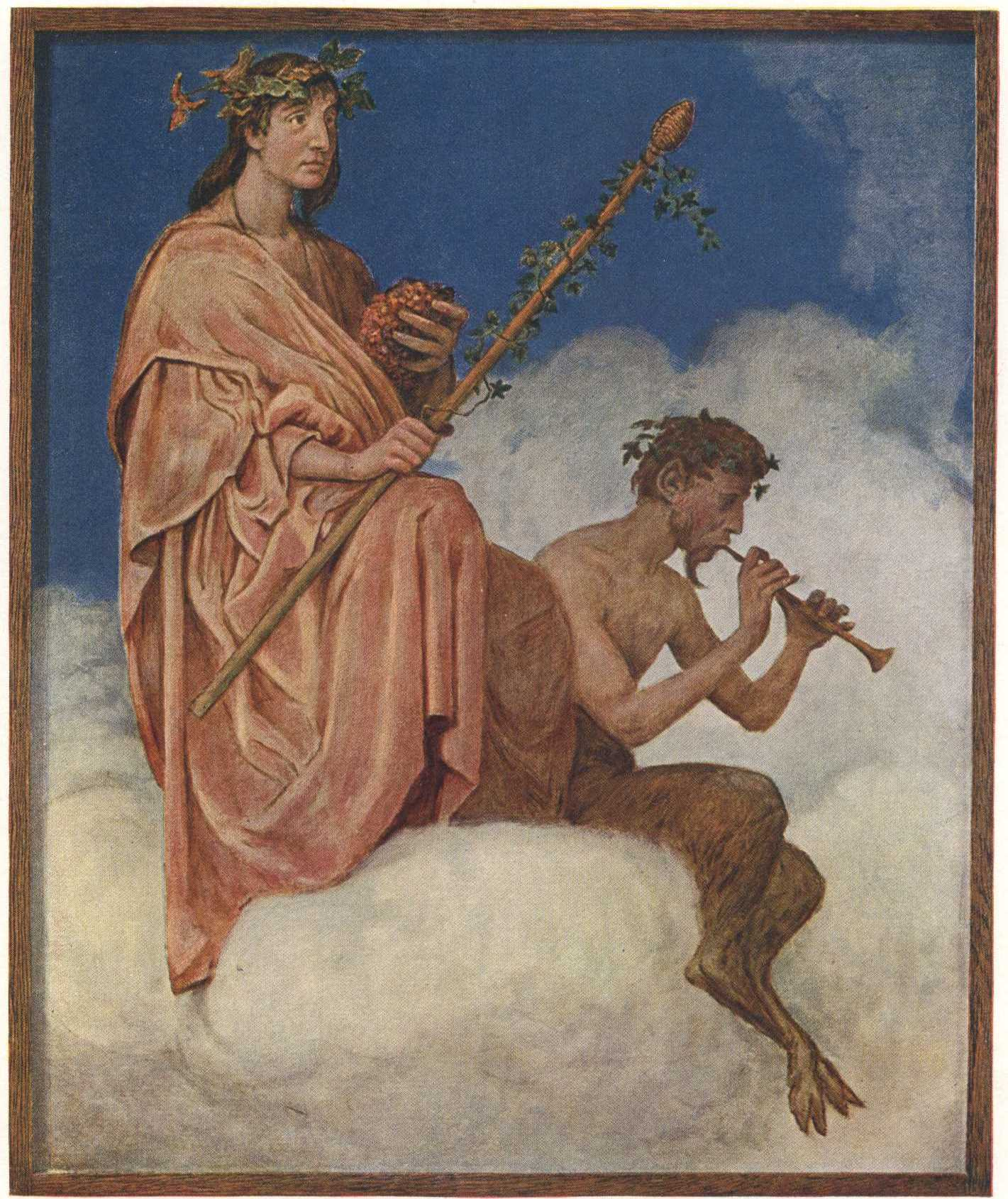
Gemälde Oktober aus dem Zyklus Festkalender von Hans Thoma, ca. 1907

- Tag der Deutschen Einheit (3. Oktober) Dieser Tag erinnert an die Vereinigung der vormaligen DDR mit der Bundesrepublik Deutschland im Jahre 1990 und löste den 17. Juni als Gedenktag ab.
- Lichtblauer Montag wurde in Bayern am ersten Montag nach Michaelis (29. September) gefeiert, da die Handwerker wieder bei Licht in ihren Stuben arbeiten mussten. Meistens gaben die Meister den Lehrlingen an diesem Tag frei.
- Nationalfeiertag (Österreich) (26. Oktober) Es wird des 26. Oktobers 1955 gedacht, an dem nach der Staatsvertragsunterzeichnung das erste Mal keine ausländischen Truppen mehr auf österreichischem Boden stehen durften und die immerwährende Neutralität Österreichs erklärt wurde.
- Reformationstag (31. Oktober) Er erinnert an den Anschlag der 95 Thesen zur Ablasspraxis der Kirche an die Dompforte in Wittenberg durch Martin Luther und somit den Beginn der Reformation.

Feste
- Oktoberfest Am ersten Sonntag im Oktober geht auf der Münchner Theresienwiese das größte Volksfest der Welt zu Ende. Zum ersten Mal wurde es am 12. Oktober 1810 gefeiert. Kronprinz Ludwig, der spätere König Ludwig I. von Bayern, vermählte sich an diesem Tag mit Therese von Sachsen-Hildburghausen.
- Erntedank (erster Sonntag im Oktober) In den Kirchen werden die Ernteeinnahmen gesegnet.
- Rosenkranzfest (7. Oktober) Im Jahr 1573 führte Papst Gregor XIII. dieses Fest als Erinnerung an die Seeschlacht von Lepanto ein, wo eine christliche Flotte die Schiffe der Osmanen vernichtet hat – angeblich mit Hilfe von Rosenkranzgebeten, in Wahrheit aber wohl eher mit Hilfe eines neuen Schiffstyps, der Galeasse, und der durch sie möglich gewordenen Seeschlachttaktiken.
- Kirchweih Es gibt auch Kirchtage am Tag der Weihe der jeweiligen Kirche oder am allgemeinen (bayerischen) Kirchtag, das ist der dritte Sonntag im Oktober.
- Halloween (31. Oktober)

## Tierkreiszeichen
Im Oktober liegen die Sternzeichen Waage (24. September bis 23. Oktober) und Skorpion (24. Oktober bis 22. November).

## Klima
Die höchste weltweite Monatsmitteltemperatur für einen Oktobermonat wurde im Jahr 2023 verzeichnet.